# Saint Vincent de Paul (Gérôme)
Saint Vincent de Paul est un tableau religieux réalisé en 1847 par le peintre français Jean-Léon Gérôme. Cet ensemble de 174 cm par 136 cm a été exécuté sur toile à la peinture à l'huile. Il constitue le portrait d’un groupe de personnes dont le saint est le sujet central. L'œuvre est conservée depuis 1984 au musée Jean-Léon Gérôme de Vesoul en France. 

## Description
L'œuvre représente Vincent de Paul qui se tient sur une marche au milieu d’un groupe de personnes.
Il est habillé d’un col de chemise blanc, soutane noire, rochet avec des dentelles blanches aux manches et en bas du vêtement, sa célèbre calotte noire et un fin nimbe. Il lève les yeux au ciel. Il tient dans ses mains un petit enfant vêtu d’un linge, d’un bonnet, de chaussettes et tenant un chapelet dans sa main droite.
Derrière le Saint se trouvent deux aides pour l'office. Ils sont habillés d’une tenue orange à motif floral. L’un d’eux tient une croix de procession. 
Au pied de la marche se tient à droite une religieuse en robe bleue avec sa coiffe blanche, sans doute en l’honneur des commanditaires. À gauche se tient une femme en robe noire avec un col et des poignets de manches en dentelles blanches. Elle tient dans ses mains un coffret de bois d'où dépassent des bijoux. 
La signature de l’artiste se trouve en haut à gauche sur l’arc : J.L. GEROME.

## Historique
Le tableau est une commande de la congrégation des sœurs de saint Vincent de Paul à Vesoul. Au moment de la séparation de l’église et de l’état en 1905, il est cédé à un  collectionneur privé de Nancis. Il est acquis par le musée en 1984 auprès d’un autre collectionneur belge. Achat réalisé avec l’aide du Fonds régional d’acquisition des musées. Le tableau est resté longtemps inconnu du public dans la mesure où Goupil n’a pas fait de reproduction de l’œuvre, que ce soit en photo ou en estampe.
Un dessin préparatoire se trouve dans la Cooper Art Gallery de Barnsley dans le Yorkshire du Sud.